# Famille von Saurma
La famille von Saurma, dites des comtes von Saurma et barons von und zu der Jeltsch (en allemand : Graf[en] von Saurma Freiherr[en] von und zu der Jeltsch) est une famille de la noblesse allemande de Silésie.

## Histoire
Cette famille est originaire de Gefrees près de Berneck, en Haute-Franconie, et s'installe à Breslau, en Basse-Silésie, en 1420 avec le marchand Conrad Sauermann. En 1508, le marchand, conseiller, échevin et patricien de Breslau, Konrad Sauermann, fait l'acquisition du domaine seigneurial de Jeltsch et entame l'ascension familiale. En 1518, il y fait construire le château de Jeltsch (de), dans un style Renaissance, mais qui est endommagé pendant la guerre de Trente Ans et qui le pousse à se faire construire un nouveau château, sur une île de l'Oder, baptisé château de Jeltsch-Laskowitz (de). Le 29 août 1530, Konrad Sauermann est anobli, avec augmentation des armoiries, et ses descendants sont élevés au rang de baron du Saint-Empire en 1647 (sous le nom de Saurma von und zu der Jeltsch).
En 1798, la lignée aînée catholique de Jeltsch-Laskowitz est élevée au rang de comte, dans la noblesse de Prusse, tout en conservant le titre de baron du Saint-Empire, portant les titres et noms de comte(sse) von Saurma, baron(ne) von und zu (de et à) der Jeltsch. 
La lignée cadette catholique de Lorzendorf est élevée en 1840 au rang de comte (von Saurma-Jeltsch) dans la primogéniture, dans la noblesse de Prusse, les autres membres de la lignée portant le titre de baron(ne) Saurma von der Jeltsch.
La lignée protestante de Ruppersdorf est également élevée en 1840, en même temps que la lignée de Lorzendorf, au rang de comte dans la primogéniture, dans la noblesse de Prusse, sous l'appellation et l'orthographe patronymique comte von Sauerma et baron(ne) von Sauerma pour les cadets.
La famille Saurma figurait parmi l'élite allemande des grands propriétaires de domaines et de manoirs (en Silésie prussienne, aujourd'hui la Pologne) et est composée dorénavant en majorité de fonctionnaires et de cadres politiques du Brandebourg et de Hesse, ainsi que de journalistes et d'artistes.

## Possessions

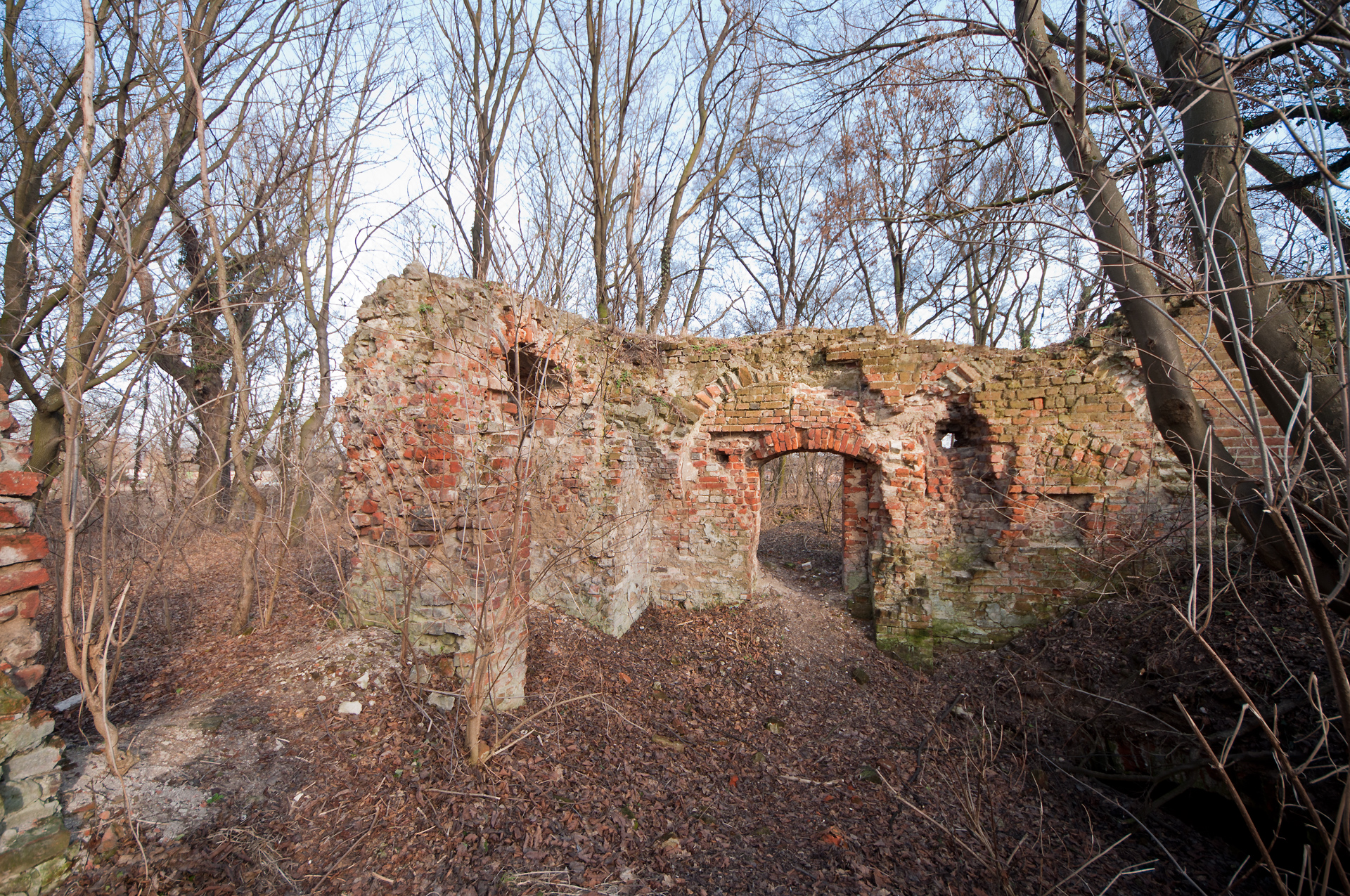
Les ruines du château de Jeltsch

Depuis 1508, la propriété la plus ancienne de la famille est la seigneurie de Jeltsch dans la principauté d'Ohlau (de) qui, depuis 1569, est combiné avec trois autres domaines anciennement épiscopaux pour former un fidéicommis de 2 200 hectares. 
En 1623, un incendie détruit le château de Jeltsch, la reconstruction est suivie par les troubles de la guerre de Trente Ans, qui dévastent à nouveau l'ensemble. La famille installe son nouveau siège à Laskowitz et le château sert plus tard de pavillon familial de chasse à Breslau. 
En 1829, Gustav baron Saurma von der Jeltsch (puis titré comte [prussien] von Saurma-Jeltsch) fait construire un nouveau palais au nord-est de Laskowitz, qui est agrandi en 1886 et 1894. Les domaines de Zindel (arrondissement de Breslau) et de Suckau (arrondissement de Glogau) sont également reliés au fidéicommis de Jeltsch.
Un autre rameau familial possède les domaines de Lorzendorf et Oberstruse près de Neumarkt et le domaine de Sterzendorf. 
Quant à la lignée dite de Zülzendorf, elle possède le majorat de Ruppersdorf avec Zülzendorf, dans l'arrondissement de Nimptsch. 
Vers 1900, le château de Nimmersath (de) entre également dans l'escarcelle de la famille von Saurma.
En raison de la fuite et de l'expulsion des Allemands de Silésie et des expropriations associées, la famille perd sa propriété silésienne en 1945. Par mariage, le château de Plausdorf (de) en Hesse devient une propriété familiale.

## Armoiries

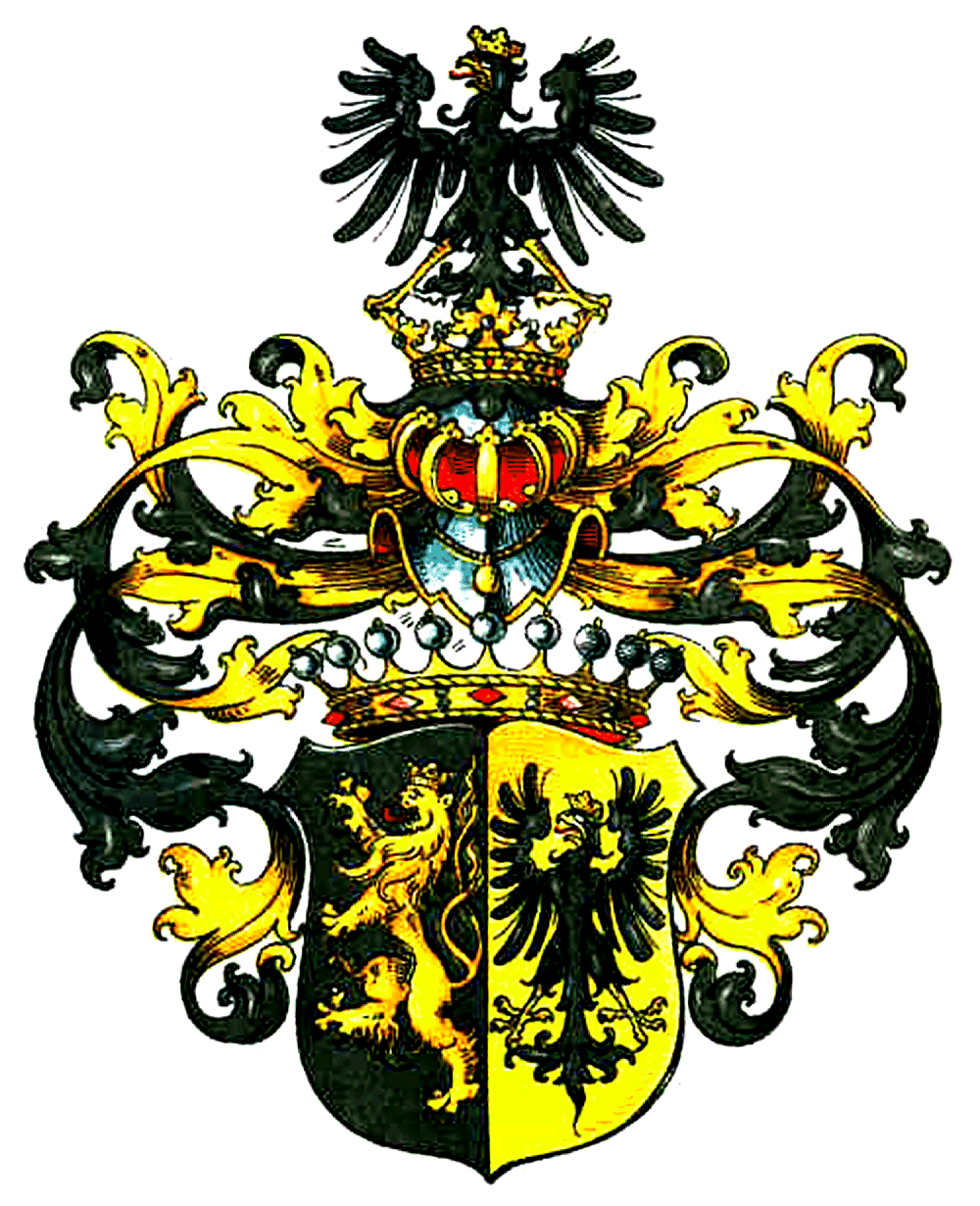
Armoiries de la lignée Saurma-Jeltsch

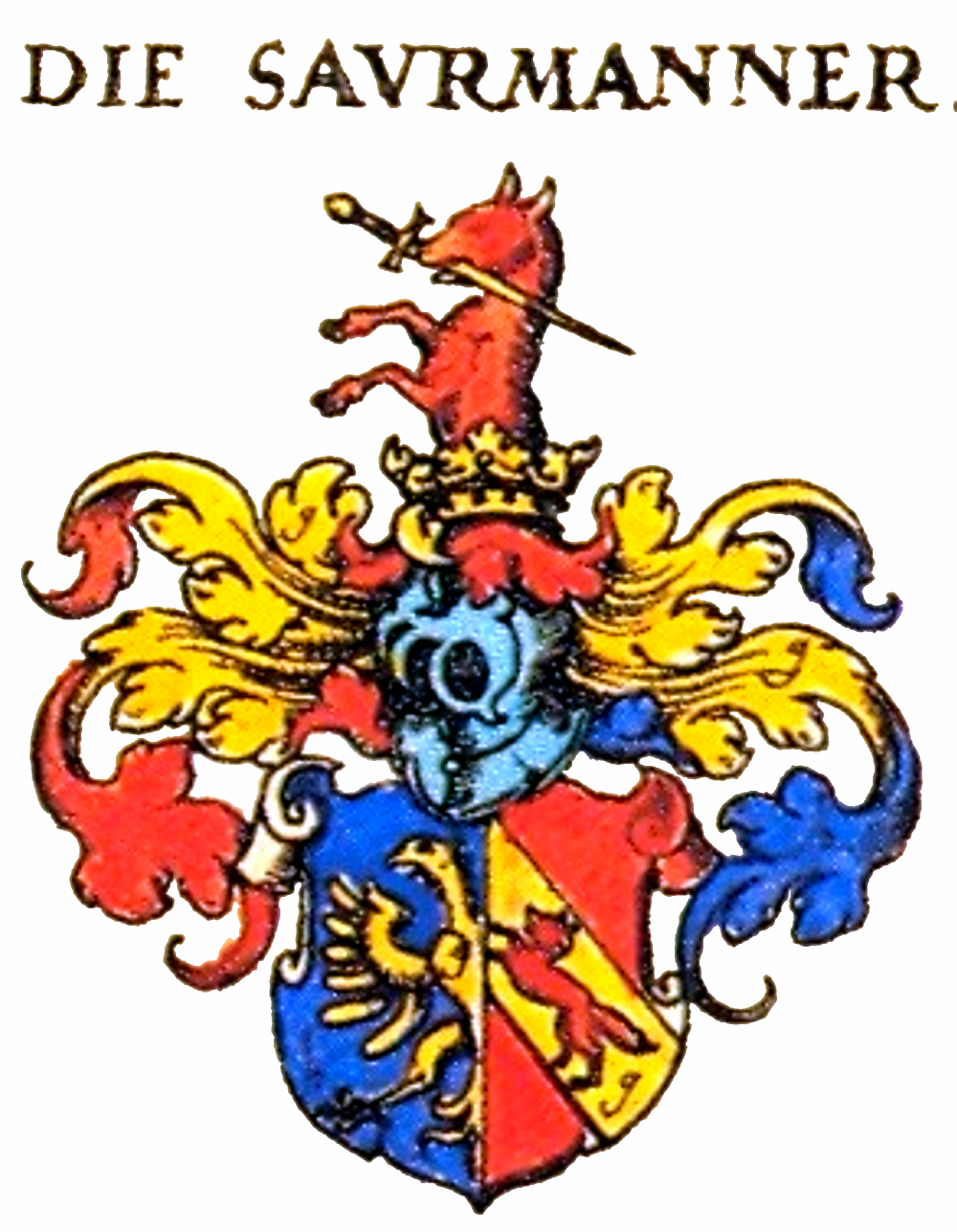
Armoiries dans le livre armorial de Siebmacher de 1605

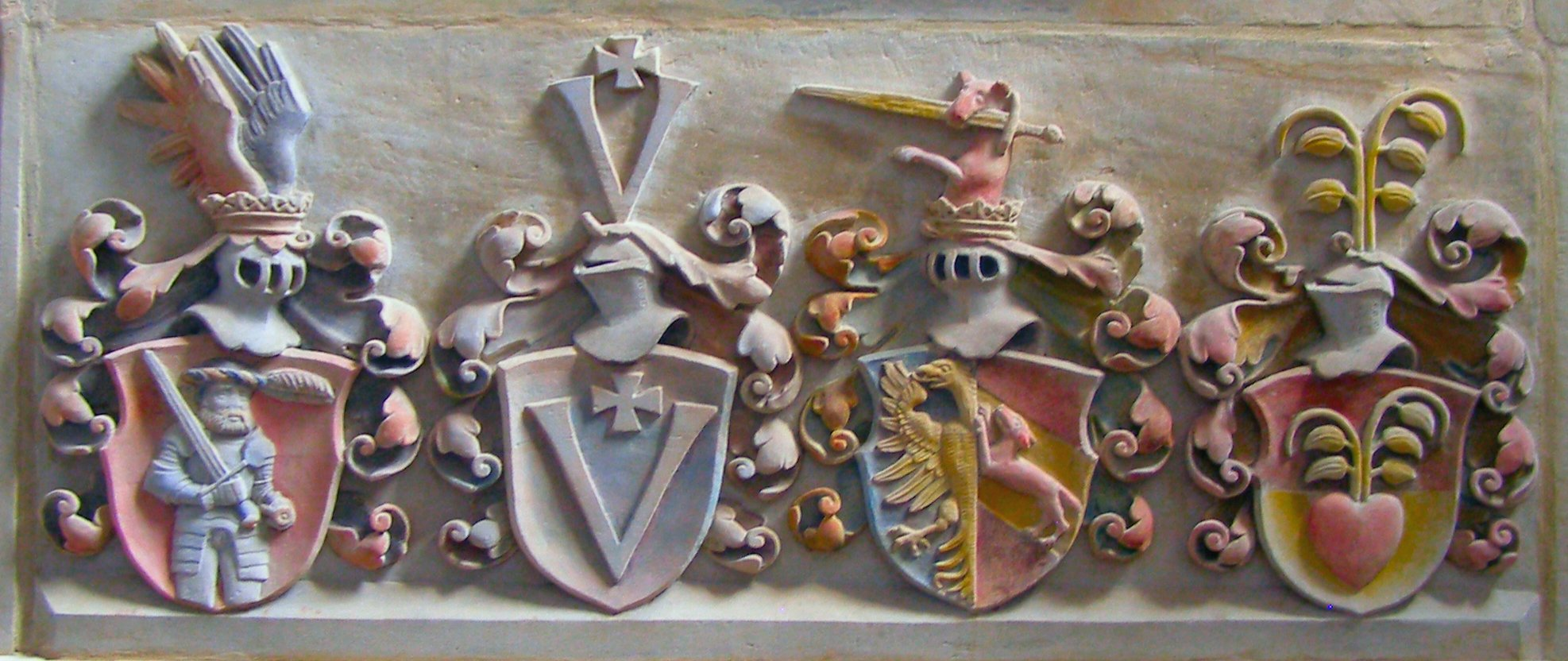
Armoiries sur l'épitaphe faite en 1545 pour Nikolaus Uthmann (1475-1550), ses trois femmes et ses enfants : (de gauche à droite) 1. Uthmann und Schmolz, 3. Sauermann zur Jeltsch

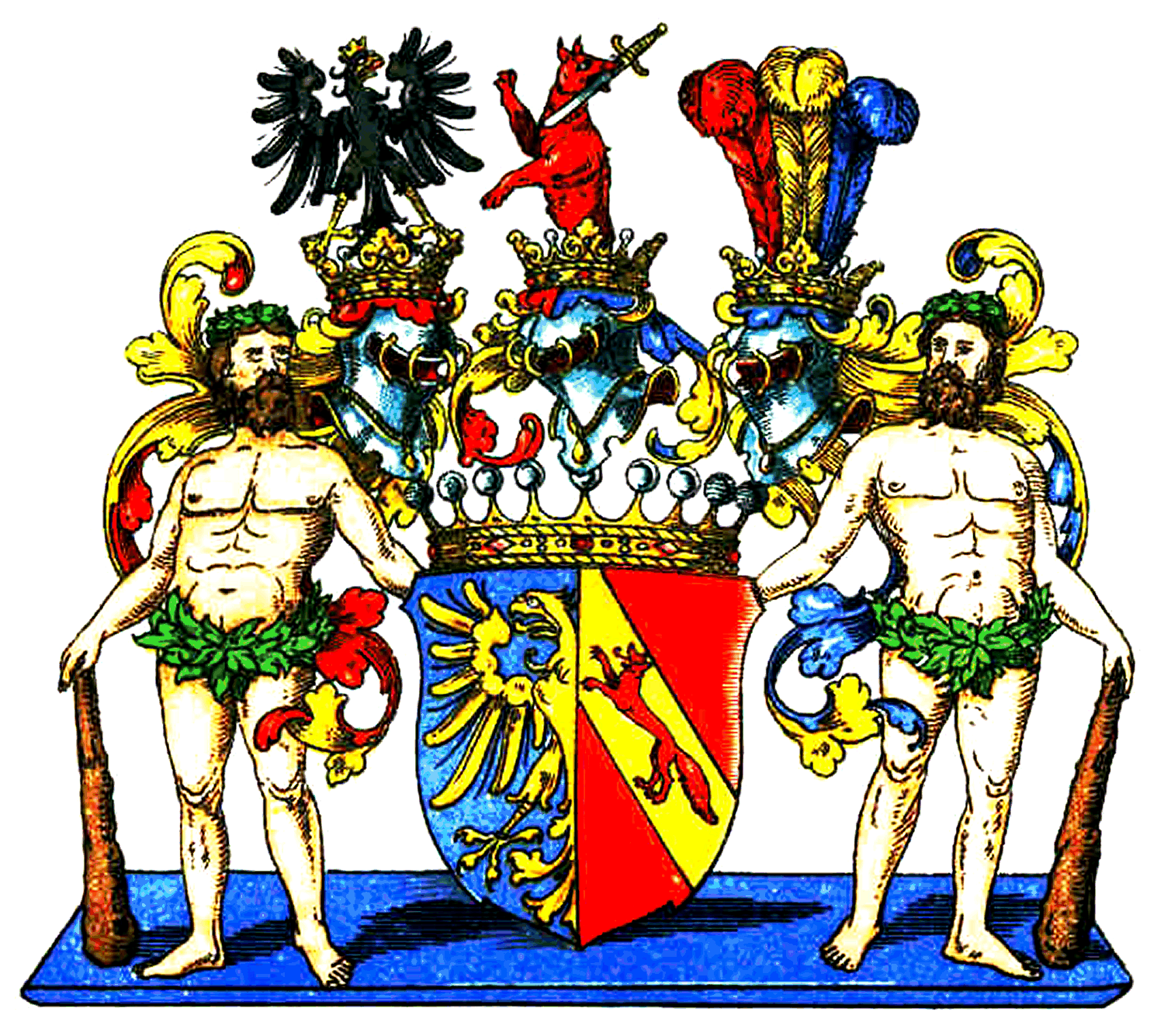
Armoiries des comtes von Saurma-Ruppersdorf

- Le blason principal montre une barre droite diagonale dorée en bleu, dans laquelle un loup rouge courant. Sur le casque avec des lambrequins rouge et or couvre le loup qui grandit avec une épée nue dans ses crocs[1].
- Les armoiries de 1530 (lignée de Jeltsch) sont fendues en bleu des deux côtés, à droite un demi-aigle argenté sur la fente, à gauche les armoiries principales. La crête comme dans le casque principal.
- Les armoiries de 1600 (lignées de Jeltsch, Lorzendorf et Zülzendorf) montrent un lion noir couronné d'or à droite dans un bouclier fendu et un aigle noir couronné d'or à gauche. Sur le casque avec des couvertures noires et dorées, l'aigle.
- Les armoiries de 1846 (lignées de Ruppersdorf et Zülzendorf) montrent dans un écu fendu à droite en bleu un demi-aigle royal sur la fente, à gauche en rouge dans une barre droite oblique dorée un renard naturel courant. Trois casques : à droite avec une couverture rouge et or un aigle noir couronné d'or et blindé, au milieu avec une couverture rouge et or à droite et bleu et or à droite le renard poussant avec un flan à pointe d'or épée dans ses crocs, à gauche avec couverture bleu-or trois plumes d'autruche (rouge-or-bleu). Porte-boucliers : deux hommes sauvages tournés vers l'avant avec des couronnes vertes sur la tête et les reins, chacun s'appuyant sur une massue avec leurs mains libres[2].

## Personnalités
- Anton Saurma von der Jeltsch (de) (1836-1900), diplomate prussien
- Anton Johannes von Saurma-Jeltsch (de) (1832-1891), propriétaire d'un manoir silésien et fonctionnaire de la cour prussienne
- Arthur von Saurma-Jeltsch (de) (1831–1878), propriétaire foncier et député du Reichstag
- Douglas von Saurma-Jeltsch (de) (né en 1966), économiste, ambassadeur de l'Ordre souverain de Malte en Lituanie
- Friedrich von Saurma (de) (1908-1961), ingénieur aérospatial germano-américain
- Gustav von Saurma-Jeltsch (de) (1824-1885), propriétaire de domaine et député du Reichstag
- Hugo von Saurma-Jeltsch (1837–1896), numismate, sphragiste et héraldiste allemand[3]
- Hippolyt Friedrich von Saurma (1841-1919), lieutenant général prussien, à Ruppersdorf
- Johann Georg von Saurma-Jeltsch (de) (1842-1910), propriétaire de fidéicommis et député du Reichstag
- Johannes von Saurma (de) (1851-1916), propriétaire terrien et député de la chambre des représentants de Prusse
- Max von Saurma (de) (1836-1909), propriétaire terrien et député de la chambre des représentants de Prusse et de la chambre des seigneurs de Prusse.